# Tomáš Dastlík
Tomáš Dastlík (* 27. října 1975, Pardubice) je český divadelní a filmový herec, člen souboru Divadla na Vinohradech. V roce 2004 absolvoval činoherní herectví na JAMU. V letech 2004–2014 působil v angažmá v Divadle Petra Bezruče v Ostravě.

## Divadelní role

### Divadlo na Vinohradech

#### Velká scéna

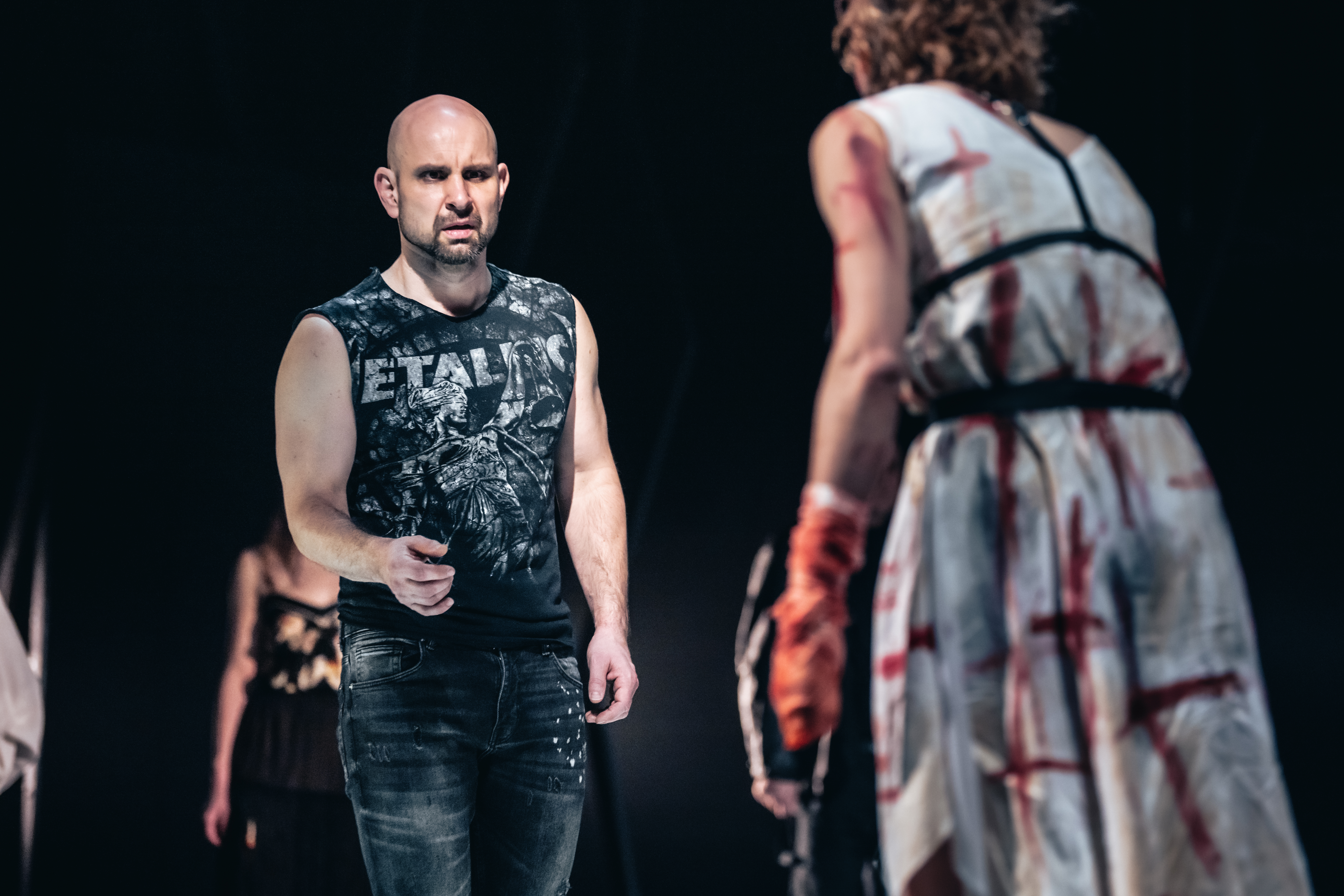
Tomáš Dastlík v roli Frondosa v inscenaci Vzpoura lásky (Fuente Ovejuna), Divadlo na Vinohradech, foto Petr Chodura (2023)

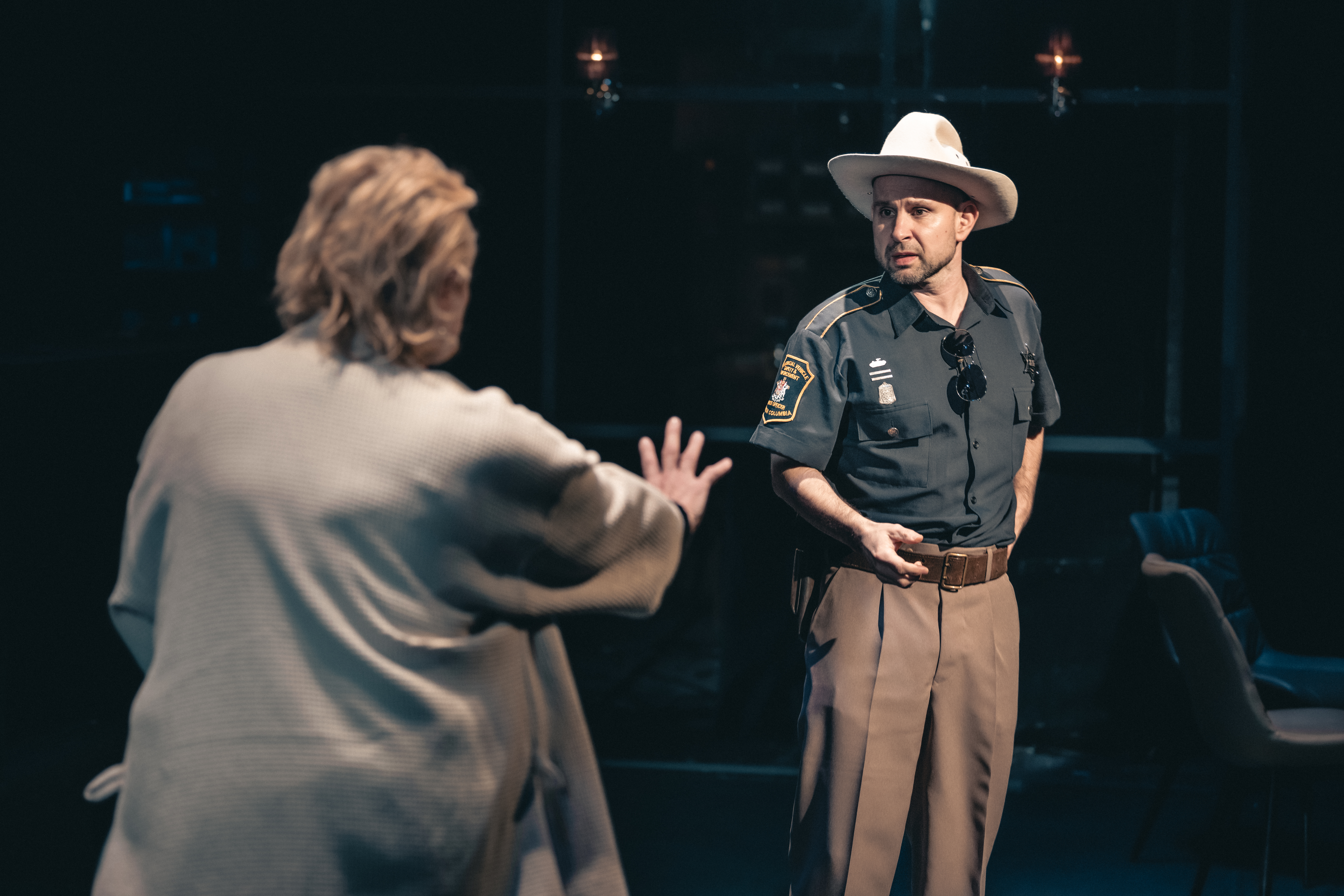
Tomáš Dastlík v roli Šerifa Deona Gilbeaua, Divadlo na Vinohradech, foto Petr Chodura (2024)

- 2014 Sławomir Mrożek: Láska na Krymu, režie: Juraj Deák, premiéra: 19. prosince 2014, role: Petr Alexejevič Sejkin
- 2015 David Hare: Nevzdávej to (Gethsemane), režie: Juraj Deák, česká premiéra: 15. května 2015, role: Mike Drysdale
- 2015 William Shakespeare: Romeo a Julie, režie: Juraj Deák, premiéra: 12. prosince 2015, role: Chorus
- 2016 Tom Stoppard: Dvojitý agent, režie: Šimon Dominik, česká premiéra: 22. března 2013, role: Wates
- 2016 Gabriela Preissová: Její pastorkyňa, režie: Martin Františák, premiéra: 16. září 2016, role: Laca
- 2017 František Langer: Periferie, režie: Martin Huba, premiéra: 26. května 2017, role: Barborka
- 2018 Jan Vedral podle Vladimíra Neffa: Sňatky z rozumu, režie: Radovan Lipus, světová premiéra: 23. března 2018, role: Martin Nedobyl
- 2018 Nikolaj Vasiljevič Gogol: Revizor, režie: Juraj Deák, premiéra: 19. prosince 2018, role: Štěpán Ivanovič Korobkin
- 2019 Friedrich Dürrenmatt: Návštěva staré dámy, režie: Jan Burian, premiéra: 6. září 2019, role: Policista
- 2019 William Shakespeare: Jak se vám líbí, režie: Juraj Deák, premiéra: 13. prosince 2019, role: Frederick – Hymen
- 2020 Jan Vedral podle Olgy Scheinpflugové: Český román, režie: Radovan Lipus, světová premiéra: 11. září 2020, role: Doktor Steinbach
- 2022 Jiří Křižan – Martin Františák: Je třeba zabít Sekala, režie: Pavel Khek, premiéra: 8. dubna 2022, role: Jura Baran
- 2023 Jan Vedral podle Josefa Škvoreckého: Danny Smiřický (Příběhy inženýra lidských duší), režie: Radovan Lipus, světová premiéra: 27. ledna 2023, role: Benno – Očenáš – Čtvrtý disident
- 2023 Lope de Vega: Vzpoura lásky (Fuente Ovejuna), režie: Pavel Khek, premiéra: 31. března 2023, role: Frondoso
- 2024 Tracy Letts: Srpen v zemi indiánů, režie: Petr Svojtka, premiéra: 22. března 2024, role: Šerif Deon Gilbeau
- 2025 Francis Scott Fitzgerald – Simon Levy: Velký Gatsby, režie: Martin Čičvák, premiéra: 1. března 2025, role: George Wilson

#### Studiová scéna
- 2016 Pavel Landovský: Hodinový hoteliér, režie: Ivan Rajmont, premiéra: 16. října 2014, role: Ríša

#### Kostel sv. Šimona a Judy
- 2024 Lenka Lagronová: Terezka, režie: Radovan Lipus, poprvé: 26. května 2024, premiéra: 25. října 2024, role: Tatínek